# Anton Weber (politik)
Anton Weber (cca 1820 Šluknov – 8. října 1877 Litoměřice) byl rakouský a český právník a politik německé národnosti, v 60. a 70. letech 19. století poslanec Českého zemského sněmu.

## Biografie
Profesí byl právníkem, advokátem a notářem. V 60. letech 19. století se zapojil do zemské politiky. V zemských volbách v Čechách v lednu 1867 byl zvolen na Český zemský sněm v městské kurii (obvod Litoměřice – Lovosice). Mandát obhájil v tomto obvodu i v krátce poté konaných zemských volbách v březnu 1867. Uspěl zde i v zemských volbách roku 1870 a zemských volbách roku 1872.